# Streblocera ekphora
Streblocera ekphora är en stekelart som beskrevs av Chao 1993. Streblocera ekphora ingår i släktet Streblocera och familjen bracksteklar. Inga underarter finns listade i Catalogue of Life.